# Paratrigonidium striatum
Paratrigonidium striatum är en insektsart som beskrevs av Tokuichi Shiraki 1911. Paratrigonidium striatum ingår i släktet Paratrigonidium och familjen syrsor. Inga underarter finns listade i Catalogue of Life.